# Vrchní velitel
Vrchní velitel (angl. Commander-in-chief, českoněmecky Oberkommandant) je velitel, kterému podléhají veškeré vojenské jednotky v dané oblasti (tzv. místní vrchní velitel) nebo veškeré ozbrojené síly státu (vrchní velitel, někdy generalissimus). Funkce vrchního velitele přísluší obvykle buďto jednomu z nejvyšších vojenských důstojníků, nebo hlavě státu (potažmo hlavě kmenů na daném ohraničeném území (náčelník/náčelnice kmenů)).
Principem vrchního velitele je určité rozhodování, vydávání rozkazů, a protože v některých případech rozhodování může být klíčové časové hledisko, bývá tak často v Ústavě uváděn vrchní velitel jakožto osoba, nikoliv kolektivní orgán (kupř. parlament). Ve státech, kde se výkonná moc dělí, to bývá často hlava státu (zpravidla prezident), nikoliv hlava vlády (zpravidla premiér), aby se předešlo značné kumulaci moci.
Hlava státu může být vrchním velitelem pouze formálně. V takovém případě skutečný výkon funkce připadá na vládu, ministra obrany nebo některého z nejvyšších důstojníků (např. náčelníkovi generálního štábu). Je také možné, že se pravomoce obvykle příslušící vrchnímu veliteli mezi tyto instituce dělí.
Má-li hlava státu skutečné pravomoci vrchního velitele (tj. nejde jen o formální titul), což je obvyklé v silných prezidentských systémech (USA, Ruská federace) nebo některých silných monarchiích (např. Jordánsko), může se stát, že hlava státu předá během války pravomoci vrchního velitele (či jejich část) jiné osobě, nejčastěji profesionálnímu vojákovi, nebo výjimečně i ministru obrany (Např. finský prezident Kyösti Kallio předal po napadení své země Sovětským svazem své pravomoci maršálu Mannerheimovi ...). Hlava státu si ovšem může své pravomoci také ponechat a velet osobně, případně si ponechat schvalovací práva u důležitých operací (např. George W. Bush nebo J. V. Stalin) ...
Vrchnímu veliteli na národní úrovni podléhají všechny jednotky, pochopitelně včetně lokálních vrchních velitelů a jim podřízených oddílů. Vrchní velitel má teoreticky neomezenou autoritu a je plně kompetentní rozhodovat veškeré otázky související s vedením bojových operací. V demokraciích a konstitučních monarchiích ovšem zpravidla existují určitá omezení těchto pravomocí a podřízení vrchního velitele v určitých otázkách nevojenským institucím (např. některé operace lze provést pouze s předchozím souhlasem parlamentu, případně má vláda určité pravomoci v oblasti zadávání strategických cílů válečných operací).
Dle Ústavy České republiky je vrchním velitelem ozbrojených sil prezident republiky.

## Hlavy států jako vrchní velitelé

### Belgie
Článek 167 belgické ústavy určuje jako vrchního velitele krále. V praxi je hlavou a velitelem belgických ozbrojených sil náčelník obrany. Je přímo podřízen ministru obrany a mezi jeho odpovědnosti patří poskytování rad ministrovi, realizace obranné politiky a správa resortu.

### Česko
Podle ústavy z roku 1992 čl. 63 odst. 1 písm. c) je vrchním velitelem ozbrojených sil prezident České republiky, který podle čl. 63 odst. 1 písm. f) jmenuje a povyšuje generály. K rozhodování o výše uvedených ustanoveních podle čl. 63 odst. 3–4 potřebuje prezident kontrasignaci předsedy vlády, jinak nejsou platná. Předseda vlády může delegovat právo kontrasignovat tato rozhodnutí prezidenta na jiné ministry. Politickou odpovědnost za ozbrojené síly nese vláda, která je v článku 67 definována jako „nejvyšší orgán výkonné moci“. Podle článků 39 a 43 musí Parlament dát souhlas s vysláním českých vojenských sil mimo území České republiky.
Ministerstvo obrany je ústředním orgánem státní správy pro řízení ozbrojených sil. Vlastní každodenní řízení je svěřeno náčelníkovi generálního štábu, českému ekvivalentu náčelníka obrany.